# Жвания, Георгий Сильвестрович
Гео́ргий Сильве́стрович Жва́ния (груз. გიორგი სილვესტროვიჩ ჟვანია; 23 (10) апреля 1880, село Теклати, Сенакский уезд, Кутаисская губерния, Российская империя — 22 января 1956, Ленинград, СССР) — капитан I ранга Военно-морского флота СССР, гидрограф, штурман дальнего плавания. Участник Первой мировой, Гражданской и Великой Отечественной войн. Участник Ледового похода Балтийского флота. Командир яхт «Штандарт» и «Зарница», спасательного судна «Волхов», гидрографических судов «Самоед» и «Бакан». Начальник гидрографической части Кронштадтского гидрографического района штаба Краснознаменного Балтийского флота.

## Биография

### Ранние годы
Родился 23 апреля 1880 года в пригороде Сенаки в селе Теклати Кутаисской губернии Российской империи в семье учителя Сильвестра Константиновича Жвания. Остался сиротой в шестимесячном возрасте. Вместе с двумя братьями: трехлетним Виссарионом и семилетним Петром воспитывался в обедневшей семье своей тети, сестры отца — жены священника Матвея Каландаришвили. В подростковом возрасте старшие братья скопили денег и отправили 11-летнего Георгия учиться в Ново-Сенакское нормальное училище, оставшись сами без образования.
Учился в городе Поти в Школе морских прапорщиков, по окончании которой был вручен диплом № 4215 на звание штурмана первого разряда, выданный из отдела Торгового Мореплавания 30 июня 1905 года на основании экзаменационного листа Потийской Испытательной Комиссии 1902 года. Во время учёбы в Школе морских прапорщиков плавал матросом на русских судах.
Окончив Потийское морское училище, плавал в должности штурмана дальнего плавания на русских торговых судах большого тоннажа в разных должностях как в каботажном, так и в заграничном плавании на линии Одесса-Владивосток.

В Одессе женился на русской девушке Анне Георгиевне Маевой. 28 ноября 1908 года в Одессе родился сын Дмитрий. 9 апреля 1910 года родилась дочь Тамара.

### Служба в торговом флоте

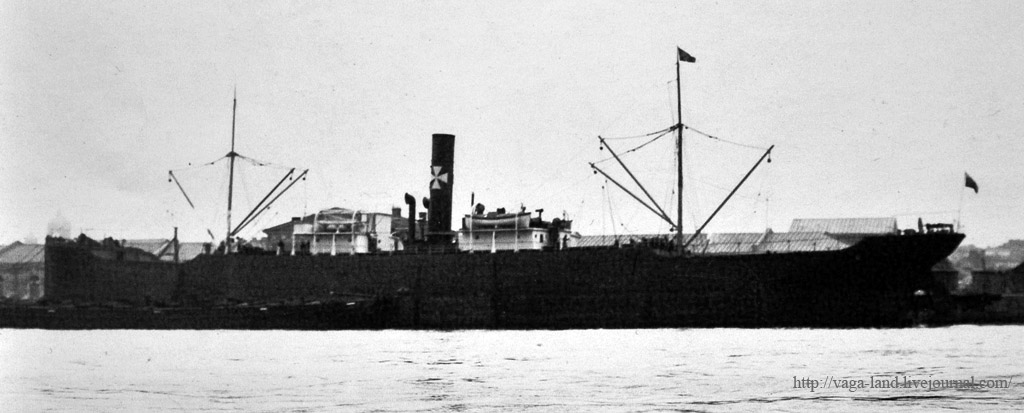
Пароход «Барон Дризен»

- С 28 февраля по 01 октября 1905 года — третий помощник капитана на паровом судне «Барон Дризен» Северного Пароходного Общества Санкт-Петербургского порта.
- С 18 февраля 1906 года по 23 февраля 1907 года — третий помощник капитана на паровом судне «Отто Борг» Северного Пароходного Общества Санкт-Петербургского порта.
- С 16 апреля 1907 года по 15 марта 1908 года — второй помощник капитана на паровом судне «Амур» Санкт-Петербургского порта, принадлежащее купцу 1 гильдии и владельцу конторы по продаже каменного угля «Радау и Ко» Василию Альбертовичу Радау.
- С 15 декабря 1908 года по 12 марта 1909 года — второй помощник капитана парохода «Петр Мельников» Северного Пароходного Общества Санкт-Петербургского порта.
- С 20 июня по 02 декабря 1908 — старший помощник капитана парохода «Петр Дарси» Общества для отправки Минерального топлива Донецкого Бассейна Продуголь Одесского порта.
- С 10 сентября 1909 года по 1 марта 1911 года — старший помощник капитана парохода «Петр Дарси» переданного во владение одесского купца I гильдии Ш. Н. Беспалова.
- С 01 марта 1911 года — старший помощник капитана на паровом судне «Елена-Д», закрепленным за «И. П. Ключниковъ и Товарищество» Одесского порта прослужил старшим помощником.
- С 1911 до начала Первой мировой войны служил штурманом и капитаном дальнего плавания на торговых судах, приписанных к черноморским портам.

12 июля 1911 года Георгию Сильвестровичу на основании закона от 31 октября 1909 года «Об установлении новых правил о судоводителях на мореходных судах торгового флота» был выдан диплом № 3780 на звание штурмана дальнего плавания из отдела Торгового Мореплавания Министерства Торговли и Промышленности.

### Первая мировая война

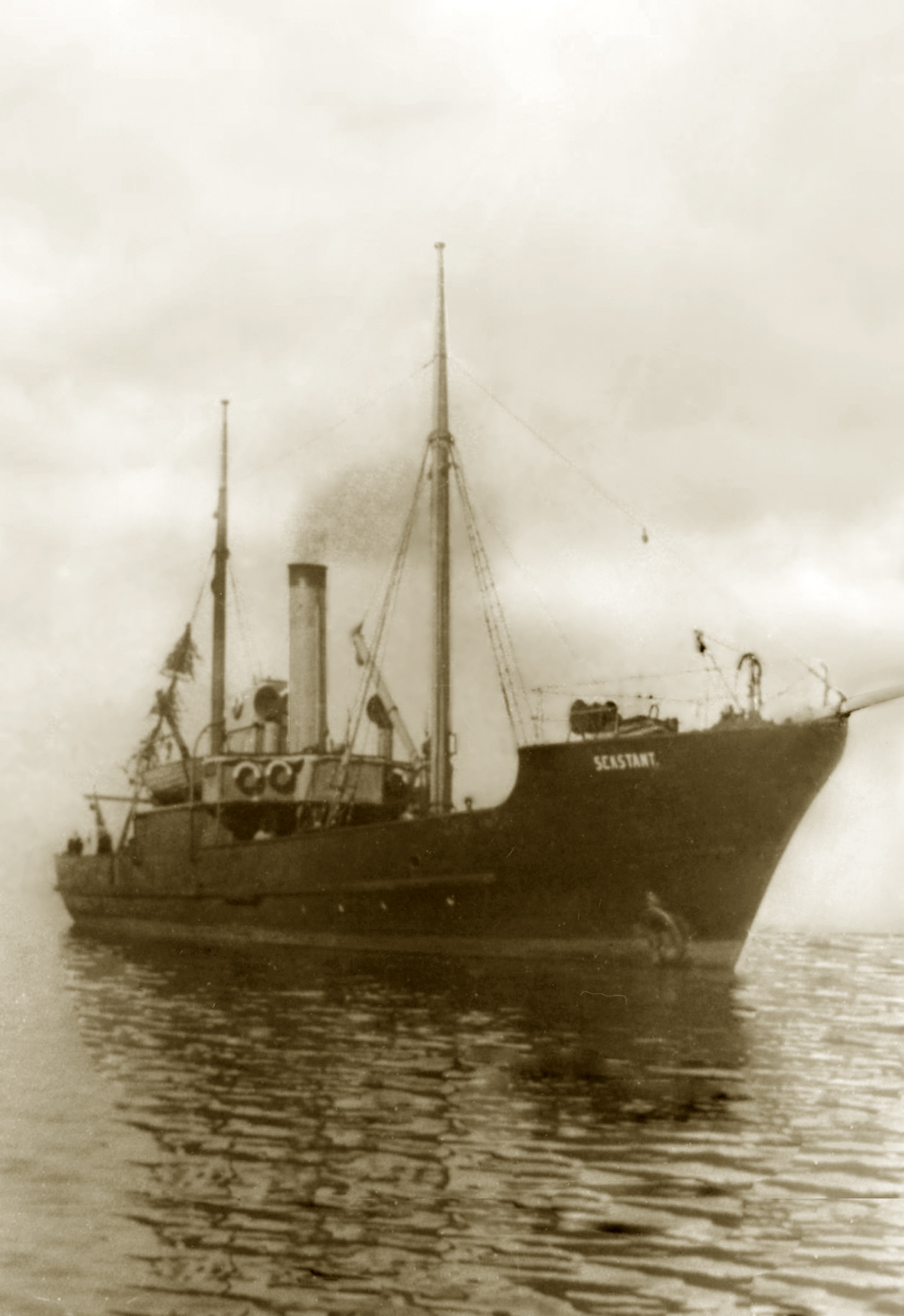
Гидрографическая шхуна «Секстан». Ранее 1880 г.

9 апреля 1912 года поступил на службу в Главное гидрографическое управление. Вскоре был отправлен в Гельсингфорс лоцманом 1 класса для проводки мореходных судов по Финским шхерам. 

Действительную военно-морскую службу начал проходить в звании унтер-офицера (Высочайший приказ по флоту и морскому ведомству от 23 августа 1916 г. № 1620), будучи призванным 14 апреля 1916 года из запаса, во время Первой мировой войны, на Балтийский флот. В этом же месяце через Генеральный Штаб направлен в Школу прапорщиков флота, которую окончил 23-го августа 1917 года составе первого выпуска учебного заведения в Царской Ставке в Ораниенбауме.

После окончания Школы прапорщиков флота назначен в промерную экспедицию Ботнического залива (15 мая по 30 ноября 1917 года). В составе экспедиции занимался гидрографическими работами на промерном гидрографическом судне «Секстан», принадлежащем «Финляндскому Лоцманскому Ведомству», в должности производителя гидрографических работ.

Чин обер-офицера — подпоручика по адмиралтейству — получил аккурат в день Октябрьского переворота, в последний день существования Временного правительства, 24 октября (Приказ армии и флоту о военных чинах флота и морского ведомства от 24 октября 1917 г. № 265 (787).

### Революция 1917 года и Гражданская война

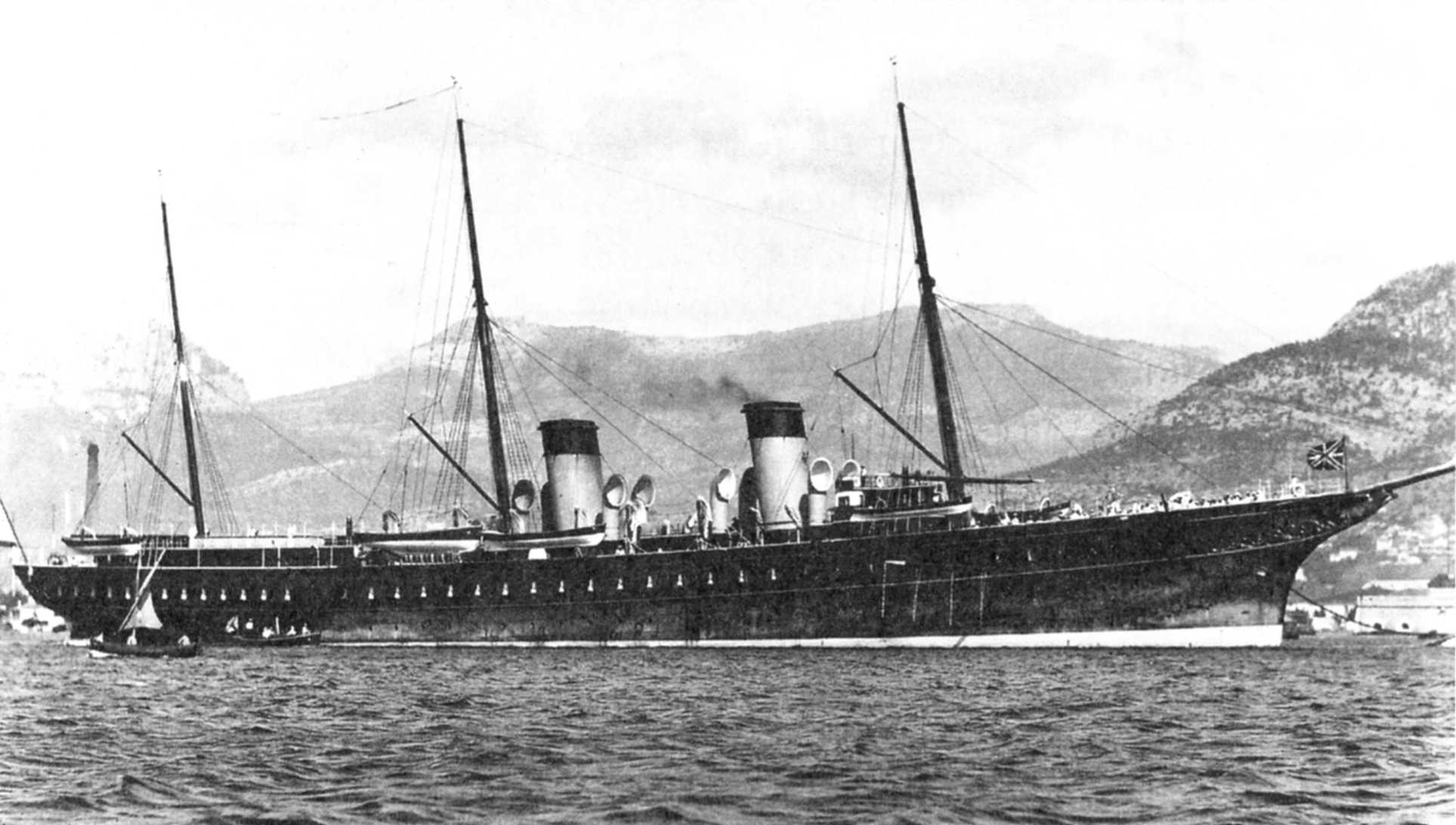
Яхта «Штандарт» в Тулоне до 1917 года

23 февраля 1918 г., находясь в Гельсингфорсе в составе экипажа яхты «Штандарт», Г. С. Жвания вступил в ряды РККА.

Во время наступления войск кайзеровской Германии, весной 1918 г., будучи штурманом и подпоручиком яхты «Штандарт» принял добровольное участие в знаменитом Ледовом походе Балтийского флота из Гельсингфорса в Кронштадт (благодаря «Ледовому походу» удалось спасти от захвата неприятелем Балтийский флот).

Затем участвовал в Гражданской войне на кораблях Балтийского флота: яхте «Штандарт», яхте «Зарница», легендарном спасательном судне «Волхов» (ныне с/с «Коммуна», старейшее судно ВМФ России, и старейшее в мире судно, фактически находящееся на вооружении по сей день) в должностях старшего помощника командира и командира.

Был последним командиром знаменитой императорской яхты «Штандарт» в её первозданном виде (в 1918 г. судно было законсервировано, встало на прикол в военной гавани г. Кронштадта, в 1933 г. переоборудовано в минный заградитель «Марти», в 60-е годы списано и уничтожено).

Во время Гражданской войны вошёл в список разведданных белой армии, отправленный во Францию, в котором был отмечен командный состав Балтийского флота (примерно, после 21 октября 1919 г. и не позже 30 января 1921 г.), перешедший на сторону Красной Армии. В нём он был указан в должности помощника командира, подпоручика. Кстати, этот список, хранящийся в Государственном архиве Российской Федерации (Фонд Р-5903), представляет один из образцов разведывательной работы белой армии.

После Гражданской войны активно участвовал в становлении советской военно-морской картографии.

Во время Советско-финляндской войны 1939 г. был начальником Копорского участка Гидрографической службы КБФ.

### Великая Отечественная война

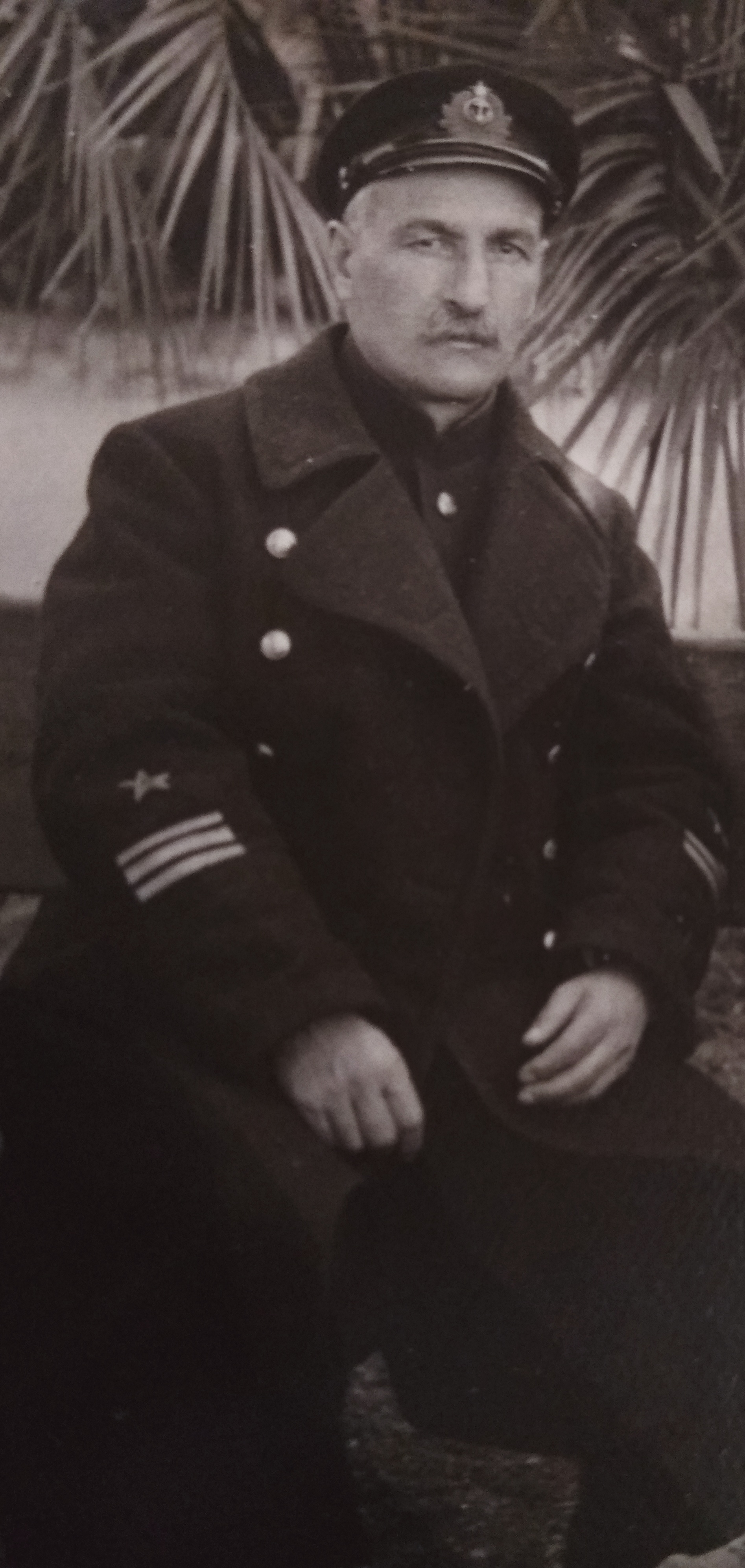

Во время Великой Отечественной войны работал начальником гидрографической части Кронштадтского гидрографического района штаба Краснознаменного Балтийского флота в звании капитана II ранга. Служба проходила под грифом «Секретно». Связано это было с участием в разработке военных гидрографических карт Балтийского моря и Финского залива. В своей книге «Балтийцы сражаются» адмирал и командующий Балтийским флотом в период Великой Отечественной войны — Трибуц Владимир Филиппович — вспоминает: 

Непомерно тяжелые условия в тот год были для наших кораблей в районе Кронштадта и особенно в Невской губе. Эти районы полностью просматривались и обстреливались противником. Движение кораблей и вспомогательных судов обеспечивалось действиями, в совокупности представляющими целый комплекс мероприятий. Во-первых, для мелкосидящих судов проложили фарватер в северной части Невской губы. С этим заданием отлично справились командиры-гидрографы Г. С. Жвания, Ф. Воднев и В. И. Герасименко. В последующем гидрографической службе было приказано проложить фарватер от закрытой части Морского канала на север специально для переходов подводных лодок. Выполнение этого задания проходило в исключительно сложной обстановке. Для полной надежности требовалось произвести на нём гидрографическое траление.— В. Ф. Трибуц
В книге «Гидрографы в Великой Отечественной войне 1941—1945 гг.» капитан I ранга Георгий Иванович Зима вспоминает следующее: 

К осени 1941 г. на флот возлагалось много различных задач, которые в сложившейся остановке приходилось решать в весьма сложных условиях. В числе таких задач были: перевозка различных армейских соединений, выходы подводных лодок на позиции, артиллерийская поддержка флангов армий, противоминное траление, постановка минных заграждений и передислокация кораблей. Все они требовали навигационно-гидрографического обеспечения, и в первую очередь создания благоприятного навигационного режима, гарантирующего безопасное плавание по вновь созданным фарватерам. Ответственность за это была возложена на личный состав Кронштадтского гидрографического района… с такой нагрузкой личный состав Кронштадтского гидрографического района вместе с прикомандированными к нему офицерами из гидрографического отдела флота успешно справился, чему, несомненно, способствовало и то, что наряду с молодыми офицерами в районе служили гидрографы-ветераны капитаны 3 ранга В. Я. Гоппе и Г. С. Жвания, отлично знавшие район плавания и навигационное ограждение, которое они выставляли в течение нескольких десятков лет.— Г. И. Зима
Капитан 1 ранга Зима Г. И. в своих воспоминаниях подтверждает слова адмирала Трибуца В. Ф. об одном из служебных подвигов Г. С. Жвания: 

Необходимо было в сжатые сроки перебросить с островов Финского залива и из Ораниенбаума ряд соединений и частей, предназначенных для обороны Ленинграда. В связи с этим командующий флотом приказал оборудовать фарватер для мелкосидящих судов в северной части Невской губы, чтобы разгрузить Морской канал и в какой-то мере обезопасить плавание. Заданием предусматривалось поставить плавучее и манипулируемое береговое ограждение, предварительно произведя на найденном фарватере гидрографическое траление. Выполнение этой чрезвычайно срочной и важной работы было поручено гидрографам капитану 3 ранга Г. С. Жвания, лейтенантам Ф. С. Водневу и В. И. Гермасименко, в распоряжение которых предоставили гидрографическое судно «Буссоль». С заданием они справились успешно. Фарватер был огражден 30 вехами, 5 буями и оборудован 4 светящимися манипуляторными пунктами. В конце октября 1941 г. по новому фарватеру и Морскому каналу было перевезено шесть стрелковых дивизий с артиллерией и другой боевой техникой. Наши мелкосидящие суда сделали 180 безаварийных рейсов.— Г. И. Зима
В наградном листе на орден «Красной Звезды» дано краткое изложение личного боевого подвига и заслуг Георгия Сильвестровича: 

Отдав более 20 лет своей жизни Балтийскому флоту и выполняя непрерывно на протяжении всего этого периода самые разнообразные гидрографические работы, капитан 2-го ранга Жвания стал замечательным знатоком Финского залива. Поэтому, с начала Второй Отечественной войны, когда в связи со сложившийся на театре военной обстановкой, условия для плавания флота оказались чрезвычайно сложными, опыт и знания капитана 2-го ранга Жвания стали особенно ценными. Он отдавал их полностью, участвуя в разработке многих боевых операций, консультируя отправляющихся в ответственные походы штурманов, давая советы командирам разных родов войск, расположенных в пределах Главной военно-морской базы. Но капитан 2-го ранга Жвания не ограничивал свою деятельность передачей опыта, и некоторые боевые операции, которые, по его мнению, были особенно сложны и требовали его личного участия, он обеспечивал непосредственно сам, не взирая на свой шестидесятитрехлетний возраст. Так, например, капитаном 2-го ранга Жвания обеспечивался разворот линкора в Морском канале при обстреле противника, переход ЛК «Октябрьская революция» из Кронштадта в Ленинград в условиях близости неприятеля и почти полного отсутствия ночного ограждения. Обеспечивая этот переход линкора, он вынужден был провести в море, на моторном боте, несколько октябрьских штормовых ночей, под обстрелом батарей врага. Успех приведенных сложных операций во многом зависел от того, что капитан 2-го ранга Жвания вложил в выполнение их свой огромнейший опыт, свою преданность Родине и любовь к флоту. Желанием передать без остатка свои знания театра вновь прибывающим на флот командирам, капитан 2 ранга Жвания завоевал заслуженную известность, авторитет и доверие среди командиров Балтийского флота и особенно среди штурманов и гидрографов.— 
Будучи ценным и опытным офицером, лично участвовал в военных операциях на море, но избежал серьёзных ранений. Тем не менее 5 октября 1942 г. во время артобстрела Кронштадта получил осколочное ранение ноги от разорвавшегося рядом снаряда, сидящий напротив него моряк погиб.

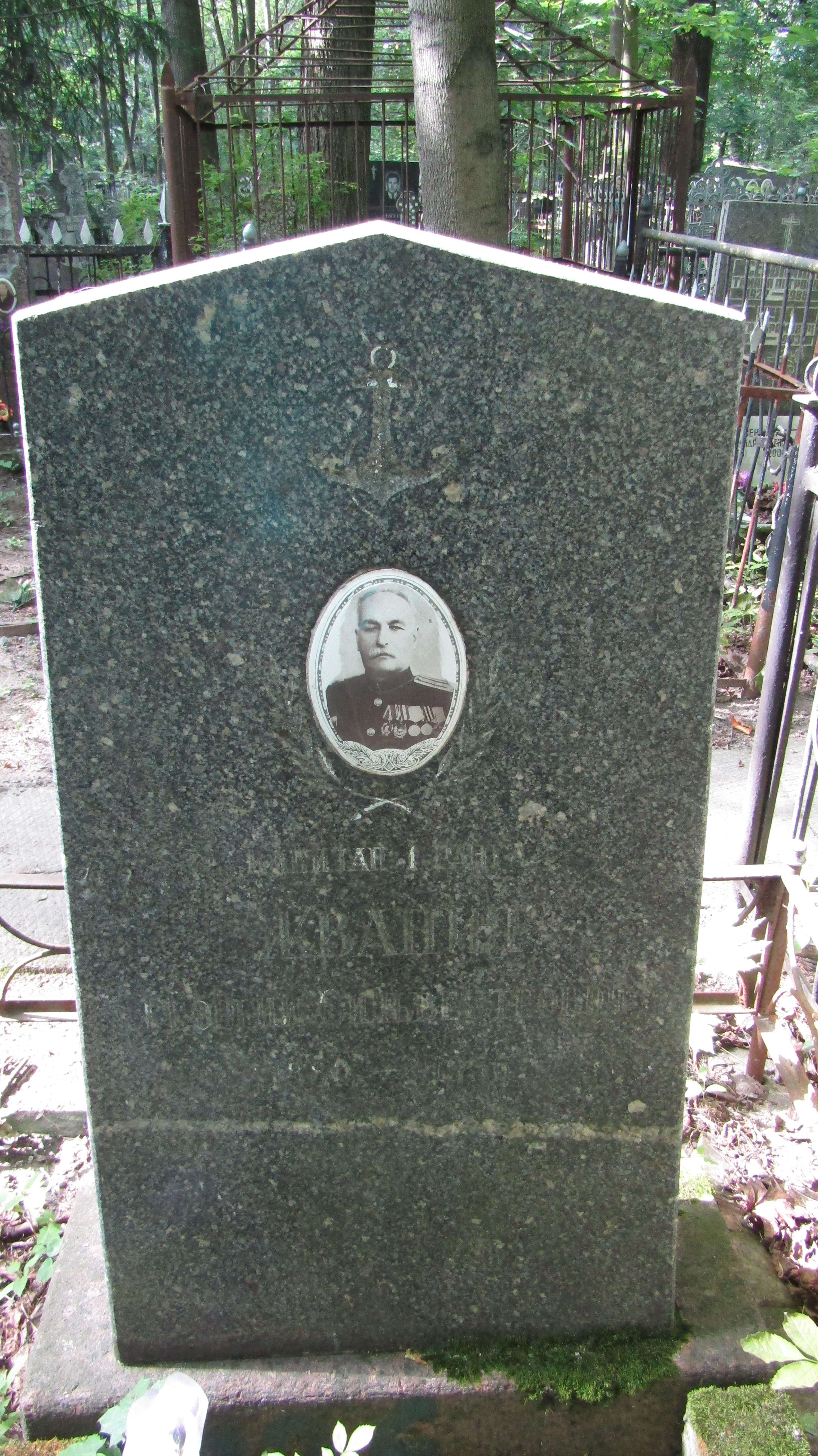

### В отставке
Ушел в отставку в звании капитана I ранга. Умер 22 января 1956 года от сердечного приступа в Ленинграде в своей квартире на ул. Глинки, д. 1. Похоронен на Красненьком кладбище, на территории захоронений офицеров Министерства обороны Российской Федерации.

## Награды
- Орден Ленина[6]
- Орден Красного Знамени (дважды)[7]
- Орден Красной Звезды[8]
- Медаль «За оборону Ленинграда»[9]
- Медаль «За победу над Германией в Великой Отечественной войне 1941—1945 гг.»[10]
- Медаль «XX лет Рабоче-Крестьянской Красной Армии»
- Медаль «30 лет Советской Армии и Флота»

## Семья
- Сын — Жвания Дмитрий Георгиевич (28.11.1908 — 08.11.1989) — советский картограф, технический директор Картфабрики № 1 ГУГК СССР.
- Дочь — Бровцына (Жвания) Тамара Георгиевна (09.04.1909 — 06.01.2002) — переводчик при Адмиралтействе.
- Внучка — Жвания Лиана Дмитриевна (род. 20 мая 1949 - 25 марта 2021) — советская и российская актриса театра и кино, заслуженная артистка РСФСР.
- Внук — Жвания Дмитрий Дмитриевич (род. 01 августа 1967) — российский журналист, кандидат исторических наук.
- Правнук — Жвания Илиа Дмитриевич (род. 20 августа 1989) — научно-педагогический работник, преподаватель СЗИУ РАНХиГС при Президенте РФ, член Всемирного клуба петербуржцев.
- Правнук — Жвания Эльгуджа Дмитриевич (род. 02 декабря 1994) — кинорежиссёр, предприниматель.